# La Vallée des Peaux-Rouges
La Vallée des Peaux-Rouges est un ancien parc à thèmes créé par Robert Mottura , décorateur et indianiste, et Philippe Cart-Tanneur, situé sur la commune de Fleurines, au nord de Senlis dans l'Oise. Il a ouvert en 1966, le thème principal était la conquête de l'ouest américain dans un décor de petite ville de pionniers du XIXe siècle. Le parc a définitivement fermé ses portes en 1988[réf. souhaitée].

## Histoire
Dans les années 1960, la culture des États-Unis et l'Ouest américain font rêver les enfants et les westerns sont à la mode. La Vallée des Peaux-Rouges devait être assez simple dans sa conception et devait être consacrée aux indiens. Mais en s'appuyant sur la grande mode autour de ce thème, le projet se développe et comprend finalement une véritable ville américaine à l'époque de la conquête de l'Ouest, avec son saloon, son bureau du shérif, etc. à côté du village indien et de ses tipis. Le parc, créé par Robert Mottura et Philippe Cart-Tanneur, ouvre au public au printemps 1966.
Mario Luraschi, cascadeur, dresseur de chevaux et écuyer, a participé à la construction du parc et y a mis au point ses premières cascades, à la demande de Robert Mottura qui l'avait repéré : 

« Robert Mottura voulait monter la Vallée et je suis venu lui donner un coup de main, le projet m'avait tout de suite plu… Robert Mottura, un décorateur qui avait participé au feuilleton Les Indiens, m’a mis un pied dans le cinéma. Avec lui, j’ai monté La Vallée des Peaux-Rouges, un parc d’attractions qui était curieusement en concurrence avec celui de Jean Richard, alors situé à Fleurines près d’ici. Il m’a permis de vivre mon rêve de devenir un Indien. »

— Mario Lurashi, 2020.

## Attractions et animations
Au bout de la ville des pionniers, la gare était le départ vers l'ouest sauvage en train.
Le parc proposait majoritairement des spectacles et des animations comme des démonstrations de rodéo, l'arrivée de la Cavalerie ou l'attaque du train par les Indiens.
Quelques boutiques proposaient des articles westerns, un Gambling house disposait de machines à sous et il était possible d'apprécier un chili con carne dans un restaurant typique.

## Anecdotes
Quatre disques vinyle 45 tours ont été produits. L'un, avec une chanson consacrée au parc. Le groupe s'appelait Les Farwesters et leur chanson s'intitulait À la vallée des peaux-rouges. Un autre comportait un enregistrement des Desperados de Jack Launay qui s'étaient produits au Cristal Palace, le saloon de la vallée des peaux-rouges. Un troisième proposait la bande originale de la série télévisée Les Indiens, tournée dans le parc en 1966 et un quatrième, le Sheriff Dad et ses Enfants de saloon, qui se produisaient en 1970 et 1971 à la Vallée (disque Tivoli).
En 1967, des scènes du film Le Fou du labo 4 y ont été tournées.[réf. souhaitée]
Le clip vidéo de la chanson Live is life interprétée par Stargo a été tourné en partie sur le site.
En 1970 des scènes du film Sapho ou la Fureur d'aimer avec Marina Vlady et Renaud Verley y ont été tournées avec la participation de l'orchestre Les Enfants de saloon.